# هورسشو بیچ (فلوریدا)
هورسشو بیچ (به انگلیسی: Horseshoe Beach) شهرکی در شهرستان دیکسی ایالت فلوریدا است که در سال ۱۹۶۳ بنیان‌گذاری شده‌است. این شهرک طبق سرشماری سال ۲۰۱۰ میلادی، ۱۸۰ نفر جمعیت داشته و مساحت آن نیز ۰٫۶ کیلومتر مربع است.